# AFC Champions League 2013 - Fase a gironi
Nella fase a gironi della AFC Champions League 2013 si affrontano 32 squadre. Le prime due di ogni girone si qualificano per gli ottavi di finale.

## Risultati

### Gruppo A
| Squadra      | Pt. | G | V | N | P | GF | GS | DR |
| ------------ | --- | - | - | - | - | -- | -- | -- |
| Al-Shabab    | 13  | 6 | 4 | 1 | 1 | 7  | 5  | +2 |
| Al Jaish     | 11  | 6 | 3 | 2 | 1 | 14 | 9  | +5 |
| Al-Jazira    | 5   | 6 | 1 | 2 | 3 | 7  | 10 | -3 |
| Tractor Sazi | 4   | 6 | 1 | 1 | 4 | 8  | 12 | -4 |

| Arbitro: | Tan Hai |

|                                                |           |              |
| Seyed-Salehi 36’ Kazemian 60’ Ebrahimzadeh 80’ | Marcatori | 80’ Mabkhout |

| Arbitro: | Abdullah Al Hilali |

|                                   |           |  |
| Anderson 33’ (aut.) Al-Ghamdi 39’ | Marcatori |  |

| Arbitro: | Yūichi Nishimura |

|                                    |           |                                           |
| Wagner 35’, 88’ Adriano 67’ (rig.) | Marcatori | 24’ Paixão 51’ Seyed-Salehi 90+2’ Geílson |

| Arbitro: | Ravshan Irmatov |

|             |           |              |
| Esmaeel 55’ | Marcatori | 44’ Fallatah |

| Arbitro: | Andre El Haddad |

|                            |           |              |
| Ribeiro 7’, 58’ Yousef 17’ | Marcatori | 45+3’ Khater |

| Arbitro: | Kim Dong-jin |

|                 |           |  |
| Al-Shamrani 30’ | Marcatori |  |

| Arbitro: | Lee Min-Hu |

|             |           |             |
| Bargash 25’ | Marcatori | 33’ Adriano |

| Arbitro: | Valentin Kovalenko |

|  |           |               |
|  | Marcatori | 84’ Tagliabúe |

| Arbitro: | Ryuji Sato |

|                       |           |  |
| Wagner 3’, 82’, 90+3’ | Marcatori |  |

| Arbitro: | Strebre Delovski |

|                                  |           |  |
| Ricardo Oliveira 7’ Khater 90+2’ | Marcatori |  |

| Arbitro: | Kim Jong-Hyeok |

|                 |           |                                                          |
| Geílson 3’, 66’ | Marcatori | 48’ (rig.) Al-Doukali 52’, 71’ Abdulgadir 83’ Go Seul-Ki |

| Arbitro: | Kim Sang-Woo |

|                                 |           |           |
| Al-Shamrani 47’ Al-Sulaitin 80’ | Marcatori | 30’ Diaky |

### Gruppo B
| Squadra         | Pt. | G | V | N | P | GF | GS | DR |
| --------------- | --- | - | - | - | - | -- | -- | -- |
| Lekhwiya        | 11  | 6 | 3 | 2 | 1 | 10 | 7  | +3 |
| Al Shabab Dubai | 9   | 6 | 3 | 0 | 3 | 8  | 9  | -1 |
| Al-Ettifaq      | 7   | 6 | 2 | 1 | 3 | 6  | 5  | +1 |
| Paxtakor        | 7   | 6 | 2 | 1 | 3 | 6  | 9  | -3 |

| Arbitro: | Kim Jong-Hyeok |

|                  |           |  |
| Abdulxoliqov 73’ | Marcatori |  |

| Arbitro: | Andre El Haddad |

|                      |           |           |
| Soria 20’ Msakni 33’ | Marcatori | 10’ Edgar |

| Arbitro: | Ali Abdulnabi |

|  |           |                |
|  | Marcatori | 85’ Iskanderov |

| Dammam 12 marzo 2013, ore 19:45 UTC+3 2ª giornata | Al-Ettifaq   | 0 – 0 referto | Lekhwiya | Stadio Principe Mohamed bin Fahd (2 471 spett.)\| Arbitro: \| Kim Dong-jin \| |
| Arbitro:                                          | Kim Dong-jin |               |          |                                                                               |

| Arbitro: | Masaaki Toma |

|                          |           |            |
| Dia 21’ Soria 84’, 90+1’ | Marcatori | 40’ Urunov |

| Arbitro: | Minoru Tōjō |

|            |           |  |
| Masood 81’ | Marcatori |  |

| Arbitro: | Tan Hai |

|                              |           |                     |
| Urunov 26’ Traoré 56’ (aut.) | Marcatori | 1’ Soria 67’ Msakni |

| Arbitro: | Abdullah Al Hilali |

|                                            |           |           |
| Bashir 16’, 71’ Al-Shehri 42’ Al-Salem 80’ | Marcatori | 51’ Edgar |

| Arbitro: | Lee Min-Hu |

|                                |           |            |
| Obaid 46’ Ciel 76’ Edgar 90+2’ | Marcatori | 36’ Msakni |

| Arbitro: | Hiroyoshi Takayama |

|                             |           |  |
| Al-Shehri 24’ Al-Jamaan 41’ | Marcatori |  |

| Arbitro: | Mohsen Torky |

|                       |           |                                |
| Makharadze 19’ (rig.) | Marcatori | 1’ Dhahi 64’ (aut.) Makharadze |

| Arbitro: | Ali Abdulnabi |

|                         |           |  |
| Luiz Jr. 12’ Muftah 65’ | Marcatori |  |

### Gruppo C
| Squadra    | Pt. | G | V | N | P | GF | GS | DR |
| ---------- | --- | - | - | - | - | -- | -- | -- |
| Al-Ahli    | 14  | 6 | 4 | 2 | 0 | 16 | 8  | +8 |
| Al-Gharafa | 10  | 6 | 3 | 1 | 2 | 13 | 11 | +2 |
| Sepahan    | 9   | 6 | 3 | 0 | 3 | 12 | 13 | -1 |
| Al-Nasr SC | 1   | 6 | 0 | 1 | 5 | 7  | 16 | -9 |

| Arbitro: | Yūichi Nishimura |

|                             |           |  |
| Sukaj 22’, 81’ Ebrahimi 87’ | Marcatori |  |

| Arbitro: | Ryuji Sato |

|                            |           |  |
| Al-Bassas 35’ Simões 90+4’ | Marcatori |  |

| Arbitro: | Lee Min-Hu |

|                             |           |            |
| Cissé 16’, 58’ Siddiq 90+2’ | Marcatori | 13’ Ahmadi |

| Arbitro: | Kim Jong-Hyeok |

|              |           |                   |
| Morimoto 13’ | Marcatori | 17’, 36’ Al Hosni |

| Arbitro: | Benjamin Williams |

|                       |           |                                                   |
| Fardan 56’ Correa 58’ | Marcatori | 24’ Cissé 31’ Zaher 45+1’ (pen.) Nenê 84’ Mubarak |

| Arbitro: | Vladislav Ceytlin |

|                     |           |                                        |
| Sukaj 3’ Talebi 87’ | Marcatori | 23’, 65’ Simões 39’ César 46’ Al Hosni |

| Arbitro: | Ali Abdulnabi |

|                                   |           |              |
| Quaye 8’ Nenê 55’ Al Shammari 79’ | Marcatori | 16’ Morimoto |

| Arbitro: | Strebre Delovski |

|                                                           |           |             |
| Al-Bassas 44’, 62’ Bruno César 68’ (rig.) Al-Khames 90+1’ | Marcatori | 82’ Đalović |

| Arbitro: | Valentin Kovalenko |

|                           |           |                           |
| Alex 24’ Cissé 54’ (rig.) | Marcatori | 31’ Al Hosni 68’ Palomino |

| Arbitro: | Abdullah Al Hilali |

|           |           |                         |
| Taher 71’ | Marcatori | 29’ Đalović 79’ Gholami |

| Arbitro: | Jumpei Iida |

|                                            |           |            |
| Jahan Alian 11’ Gholami 48’ Khalatbari 55’ | Marcatori | 44’ Siddiq |

| Arbitro: | Tan Hai |

|                                  |           |                                  |
| Bakshwin 7’ (rig.) Al-Jassim 77’ | Marcatori | 23’ (rig.) Léo Lima 54’ Malullah |

### Gruppo D
| Squadra   | Pt. | G | V | N | P | GF | GS | DR |
| --------- | --- | - | - | - | - | -- | -- | -- |
| Esteghlal | 13  | 6 | 4 | 1 | 1 | 11 | 5  | +6 |
| Al-Hilal  | 12  | 6 | 4 | 0 | 2 | 10 | 6  | +4 |
| Al-Ain    | 6   | 6 | 2 | 0 | 4 | 6  | 9  | -3 |
| Al-Rayyan | 4   | 6 | 1 | 1 | 4 | 7  | 14 | -7 |

| Arbitro: | Peter Green |

|                                        |           |            |
| Abdulrahman 27’ Brosque 46’ Gyan 90+2’ | Marcatori | 9’ Al-Zori |

| Arbitro: | Benjamin Williams |

|                                                    |           |                                              |
| Tabata 37’ (rig.) Omranzadeh 58’ (aut.) Nilmar 87’ | Marcatori | 27’ Samuel 45+1’ Borhani 86’ (rig.) Nekounam |

| Arbitro: | Valentin Kovalenko |

|                       |           |  |
| Samuel 64’ Majidi 73’ | Marcatori |  |

| Arbitro: | Abdullah Al Hilali |

|                                     |           |            |
| Al-Qahtani 57’, 74’ Al-Shalhoub 88’ | Marcatori | 86’ Ismail |

| Arbitro: | Ryuji Sato |

|                       |           |            |
| Ekoko 34’ Brosque 70’ | Marcatori | 32’ Nilmar |

| Arbitro: | Nawaf Shukralla |

|                |           |                           |
| Al-Dossari 68’ | Marcatori | 80’ Montazeri 86’ Borhani |

| Arbitro: | Kim Jong-Hyeok |

|                         |           |           |
| Nilmar 59’ Al-Marri 86’ | Marcatori | 78’ Ahmad |

| Arbitro: | Malik Abdul Bashir |

|  |           |             |
|  | Marcatori | 35’ Al-Abed |

| Arbitro: | Andre El Haddad |

|                                          |           |  |
| Majidi 45+3’ Beikzadeh 73’ Borhani 90+1’ | Marcatori |  |

| Arbitro: | Vladislav Ceytlin |

|                          |           |  |
| Al-Dossari 4’ Wesley 24’ | Marcatori |  |

| Arbitro: | Masaaki Toma |

|  |           |                     |
|  | Marcatori | 80’ (rig.) Nekounam |

| Arbitro: | Minoru Tōjō |

|  |           |                           |
|  | Marcatori | 78’ Al Abed 83’ Al-Harthi |

### Gruppo E
| Squadra        | Pt. | G | V | N | P | GF | GS | DR |
| -------------- | --- | - | - | - | - | -- | -- | -- |
| FC Seoul       | 11  | 6 | 3 | 2 | 1 | 11 | 5  | +6 |
| Buriram United | 7   | 6 | 1 | 4 | 1 | 6  | 6  | 0  |
| Jiangsu Sainty | 7   | 6 | 2 | 1 | 3 | 5  | 10 | -5 |
| Vegalta Sendai | 6   | 6 | 1 | 3 | 2 | 5  | 6  | -1 |

| Arbitro: | Liu Kwok Man |

|                          |           |           |
| Ryang Yong-Gi 53’ (rig.) | Marcatori | 76’ Osmar |

| Arbitro: | Mohsen Torky |

|                                                   |           |            |
| Damjanović 8’, 61’ Yun Il-Lok 33’, 56’ Molina 87’ | Marcatori | 80’ Salihi |

| Buriram 12 marzo 2013, ore 18:00 UTC+7 2ª giornata | Buriram United     | 0 – 0 referto | FC Seoul | New I-Mobile Stadium (20 271 spett.)\| Arbitro: \| Malik Abdul Bashir \| |
| Arbitro:                                           | Malik Abdul Bashir |               |          |                                                                          |

| Nanchino 12 marzo 2013, ore 19:40 UTC+8 2ª giornata | Jiangsu Sainty   | 0 – 0 referto | Vegalta Sendai | Nanjing Olympic Sports Center (44 785 spett.)\| Arbitro: \| Abdullah Balideh \| |
| Arbitro:                                            | Abdullah Balideh |               |                |                                                                                 |

| Arbitro: | Valentin Kovalenko |

|                             |           |                   |
| Escudero 6’ Kim Jin-Kyu 22’ | Marcatori | 87’ (rig.) Wilson |

| Arbitro: | Ali Al-Badwawi |

|                         |           |  |
| Lu Bofei 42’ Sun Ke 43’ | Marcatori |  |

| Arbitro: | Mohamed Al Zarouni |

|                |           |  |
| Yanagisawa 16’ | Marcatori |  |

| Arbitro: | Abdulrahman Abdou |

|                       |           |  |
| Suchao 39’ Charyl 63’ | Marcatori |  |

| Arbitro: | Ali Abdulnabi |

|           |           |                |
| Osmar 53’ | Marcatori | 90+3’ Nakahara |

| Arbitro: | Abdul Malik Abdul Bashir |

|  |           |                                  |
|  | Marcatori | 32’ Koh Myong-Jin 72’ Yun Il-Lok |

| Arbitro: | Ravshan Irmatov |

|           |           |                           |
| Sugai 24’ | Marcatori | 38’ Liu Jianye 62’ Salihi |

| Arbitro: | Alireza Faghani |

|                                       |           |                            |
| Jung Seung-Yong 55’ Kim Hyun-Sung 74’ | Marcatori | 56’ Ekkachai 75’ Theeraton |

### Gruppo F
| Squadra                | Pt. | G | V | N | P | GF | GS | DR  |
| ---------------------- | --- | - | - | - | - | -- | -- | --- |
| Guangzhou Evergrande   | 11  | 6 | 3 | 2 | 1 | 14 | 5  | +9  |
| Jeonbuk Hyundai Motors | 10  | 6 | 2 | 4 | 0 | 10 | 6  | +4  |
| Urawa Red Diamonds     | 10  | 6 | 3 | 1 | 2 | 11 | 11 | 0   |
| Muangthong United      | 1   | 6 | 0 | 1 | 5 | 4  | 17 | -13 |

| Arbitro: | Banjar Al-Dosari |

|                                             |           |  |
| Barrios 16’ Muriqui 65’ Suzuki 90+1’ (aut.) | Marcatori |  |

| Arbitro: | Alireza Faghani |

|                                       |           |                                  |
| Ǵurovski 45+1’ (rig.) Kim Yoo-Jin 89’ | Marcatori | 6’ (rig.) Lee Dong-gook 78’ Oris |

| Arbitro: | Nawaf Shukralla |

|                  |           |             |
| Kim Jung-woo 28’ | Marcatori | 64’ Muriqui |

| Arbitro: | Benjamin Williams |

|                                                                |           |           |
| Kashiwagi 8’ Sekiguchi 65’ Haraguchi 69’ Nonsrichai 78’ (aut.) | Marcatori | 90’ Siaka |

| Arbitro: | Khalil Al Ghamdi |

|              |           |                                               |
| Haraguchi 6’ | Marcatori | 52’ Lee Seung-Gi 64’ Lee Dong-gook 70’ Eninho |

| Arbitro: | Abdullah Al Hilali |

|                                                 |           |  |
| Conca 51’, 90+2’ (rig.) Muriqui 58’ Gao Lin 84’ | Marcatori |  |

| Arbitro: | Vladislav Ceytlin |

|                               |           |                    |
| Eninho 51’ Seo Sang-Min 90+2’ | Marcatori | 3’ Nasu 7’ Umesaki |

| Arbitro: | Andre Al Haddad |

|           |           |                                                  |
| Masuk 53’ | Marcatori | 40’, 43’ Muriqui 56’ Zheng Zhi 86’ Feng Xiaoting |

| Arbitro: | Abdullah Balideh |

|                                          |           |  |
| Lee Dong-gook 56’ (rig.) Park Hee-Do 58’ | Marcatori |  |

| Arbitro: | Mohsen Torky |

|                                         |           |                         |
| Koroki 52’ Abe 63’ Richardes 67’ (rig.) | Marcatori | 37’ Barrios 87’ Muriqui |

| Canton 1º maggio 2013, ore 20:00 UTC+8 6ª giornata | Guangzhou Evergrande | 0 – 0 referto | Jeonbuk Hyundai Motors | Tianhe Stadium (40 000 spett.)\| Arbitro: \| Khalil Al Ghamdi \| |
| Arbitro:                                           | Khalil Al Ghamdi     |               |                        |                                                                  |

| Arbitro: | Mohammed Abdulla Hassan Mohamed |

|  |           |          |
|  | Marcatori | 48’ Nasu |

### Gruppo G
| Squadra             | Pt. | G | V | N | P | GF | GS | DR |
| ------------------- | --- | - | - | - | - | -- | -- | -- |
| Bunyodkor           | 10  | 6 | 2 | 4 | 0 | 6  | 3  | +3 |
| Beijing Guoan       | 9   | 6 | 2 | 3 | 1 | 4  | 2  | +2 |
| Pohang Steelers     | 7   | 6 | 1 | 4 | 1 | 5  | 6  | -1 |
| Sanfrecce Hiroshima | 3   | 6 | 0 | 3 | 3 | 2  | 6  | -4 |

| Arbitro: | Mohamed Al Zarooni |

|  |           |                       |
|  | Marcatori | 45’ Pyščur 86’ Musaev |

| Pohang 27 febbraio 2013, ore 19:30 UTC+9 1ª giornata | Pohang Steelers  | 0 – 0 referto | Beijing Guoan | Pohang Steel Yard (6 832 spett.)\| Arbitro: \| Abdullah Balideh \| |
| Arbitro:                                             | Abdullah Balideh |               |               |                                                                    |

| Arbitro: | Saeid Mozaffarizadeh |

|                               |           |              |
| Lang Zheng 21’ Piao Cheng 79’ | Marcatori | 75’ Ishihara |

| Arbitro: | Alireza Faghani |

|                          |           |                                      |
| Pyščur 15’ Murzoev 90+4’ | Marcatori | 60’ Lee Myung-Joo 67’ Lee Gwang-Hoon |

| Arbitro: | Marai Al-Awaji |

|  |           |                  |
|  | Marcatori | 18’ Bae Chun-Suk |

| Tashkent 2 aprile 2013, ore 17:00 UTC+5 3ª giornata | Bunyodkor     | 0 – 0 referto | Beijing Guoan | Stadio Bunyodkor (7 520 spett.)\| Arbitro: \| Ali Abdulnabi \| |
| Arbitro:                                            | Ali Abdulnabi |               |               |                                                                |

| Arbitro: | Nagor Amir Noor Mohamed |

|                    |           |              |
| Hwang Jin-Sung 67’ | Marcatori | 62’ Ishihara |

| Arbitro: | Marai Al Awaji |

|  |           |            |
|  | Marcatori | 32’ Musaev |

| Arbitro: | Mohamed Al Zarouni |

|                            |           |  |
| Guerrón 47’ Shao Jiayi 87’ | Marcatori |  |

| Tashkent 23 aprile 2013, ore 18:00 UTC+5 5ª giornata | Bunyodkor                       | 0 – 0 referto | Sanfrecce Hiroshima | Stadio Bunyodkor (8 448 spett.)\| Arbitro: \| Mohammed Abdulla Hassan Mohamed \| |
| Arbitro:                                             | Mohammed Abdulla Hassan Mohamed |               |                     |                                                                                  |

| Hiroshima 30 aprile 2013, ore 19:00 UTC+9 6ª giornata | Sanfrecce Hiroshima | 0 – 0 referto | Beijing Guoan | Hiroshima Big Arch (5 719 spett.)\| Arbitro: \| Abdulrahman Abdou \| |
| Arbitro:                                              | Abdulrahman Abdou   |               |               |                                                                      |

| Arbitro: | Banjar Al-Dosari |

|                    |           |            |
| Park Sung-Ho 90+3’ | Marcatori | 79’ Pyščur |

### Gruppo H
| Squadra                 | Pt. | G | V | N | P | GF | GS | DR  |
| ----------------------- | --- | - | - | - | - | -- | -- | --- |
| Kashiwa Reysol          | 14  | 6 | 4 | 2 | 0 | 14 | 4  | +10 |
| Central Coast Mariners  | 7   | 6 | 2 | 1 | 3 | 5  | 9  | -4  |
| Guizhou Renhe           | 6   | 6 | 1 | 3 | 2 | 6  | 7  | -1  |
| Suwon Samsung Bluewings | 4   | 6 | 0 | 4 | 2 | 4  | 9  | -5  |

| Gosford 27 febbraio 2013, ore 19:00 UTC+11 1ª giornata | Central Coast Mariners | 0 – 0 referto | Suwon Samsung Bluewings | Bluetongue Central Coast Stadium (4 529 spett.)\| Arbitro: \| Ali Abdulnabi \| |
| Arbitro:                                               | Ali Abdulnabi          |               |                         |                                                                                |

| Arbitro: | Khalil Al Ghamdi |

|  |           |            |
|  | Marcatori | 45+1’ Cléo |

| Arbitro: | Ali Al-Badwawi |

|                                     |           |               |
| Leandro Domingues 21’, 88’ Kano 67’ | Marcatori | 8’ Zwaanswijk |

| Suwon 13 marzo 2013, ore 19:30 UTC+9 2ª giornata | Suwon Samsung Bluewings | 0 – 0 referto | Guizhou Renhe | Suwon World Cup Stadium (5 533 spett.)\| Arbitro: \| Mohamed Al Zarouni \| |
| Arbitro:                                         | Mohamed Al Zarouni      |               |               |                                                                            |

| Arbitro: | Abdullah Balideh |

|                         |           |                 |
| Bojić 50’ Sainsbury 80’ | Marcatori | 71’ (aut.) Rose |

| Arbitro: | Mohsen Torky |

|                                    |           |                                                   |
| Choi Jae-Soo 52’ Ristić 73’ (rig.) | Marcatori | 16’, 67’ Tanaka 51’, 75’ Kurisawa 55’, 90+3’ Kudo |

| Kashiwa 9 aprile 2013, ore 19:00 UTC+9 4ª giornata | Kashiwa Reysol   | 0 – 0 referto | Suwon Samsung Bluewings | Hitachi Kashiwa Soccer Stadium (7 269 spett.)\| Arbitro: \| Banjar Al-Dosari \| |
| Arbitro:                                           | Banjar Al-Dosari |               |                         |                                                                                 |

| Arbitro: | Mohammed Abdulla Hassan Mohamed |

|                          |           |                 |
| Muslimović 83’ Qu Bo 85’ | Marcatori | 42’ (rig.) Duke |

| Arbitro: | Saeid Mozaffarizadeh |

|               |           |            |
| Masushima 51’ | Marcatori | 85’ Li Kai |

| Arbitro: | Marai Al Awaji |

|  |           |                |
|  | Marcatori | 80’ McGlinchey |

| Arbitro: | Valentin Kovalenko |

|  |           |                                         |
|  | Marcatori | 59’ Kudo 79’ Cléo 85’ Leandro Domingues |

| Arbitro: | Nawaf Shukralla |

|                                  |           |                                      |
| Sun Jihai 45’ Zhang Chenglin 86’ | Marcatori | 35’ Lee Jong-Min 55’ Kwon Chang-Hoon |